# 소련의 역사
소련의 역사는 대략 다음과 같이 나뉜다.
- 소련의 역사 (1917년 ~ 1927년) : 10월 혁명에서부터 스탈린의 집권까지
- 소련의 역사 (1927년 ~ 1953년) : 스탈린의 집권과 소련경제 초고속 발전
- 소련의 역사 (1953년 ~ 1985년) : 탈스탈린화에서 페레스트로이카까지
- 소련의 역사 (1985년 ~ 1991년) : 개혁을 통한 소련 유지 노력의 실패와 소련의 해체